# Ekosocialism
Ekosocialism är en ideologi som bland annat förenar tankar och drag från marxism, socialism, grön ideologi och den globaliseringskritiska rörelsen.

## Den ekosocialistiska strategin
Ekosocialister förespråkar en fredlig nedmontering och omvandling av kapitalismen och staten, med fokus på kollektivt ägande av produktionsresurserna av fria samverkande producenter samt på gemensamt ägande av det allmänna.